# Nacionalidad francesa

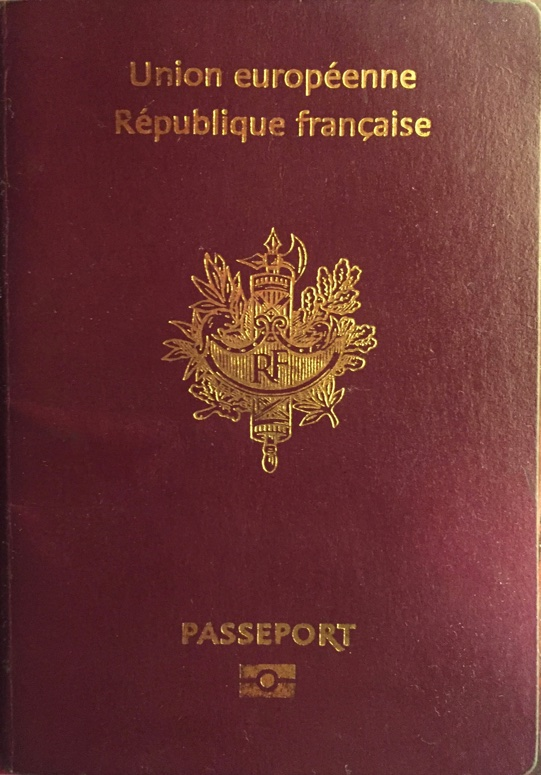
Pasaporte biométrico francés

La nacionalidad francesa es el vínculo jurídico que liga a una persona física con la República Francesa. De este lazo derivan obligaciones que deben asumir las personas que poseen la calidad de franceses, en contraparte de las cuales se confieren diversos derechos políticos, civiles y profesionales, así como también el beneficio de las libertades públicas.

## Adquisición
Se puede adquirir la nacionalidad francesa de las siguientes maneras:

### Nacimiento
Se concede la nacionalidad francesa a los nacidos en Francia cuyos padres, o al menos uno de ellos, es francés, o nacido en Francia o cuyos padres son desconocidos o apátridas, así como a los nacidos en el extranjero hijo de padre o madre francesa. Los nacidos en Francia de padres extranjeros pueden adquirir la nacionalidad francesa cuando alcancen la mayoría de edad, si en ese momento residen en Francia y justifican haber residido habitualmente desde los once años, de forma continua o discontinua, durante cinco años.

### Matrimonio
También se puede adquirir la nacionalidad francesa por contraer matrimonio con un ciudadano francés. Concretamente, cuatro años después de la celebración del matrimonio (o cinco años en algunos supuestos), el cónyuge extranjero puede obtener la nacionalidad francesa por “declaración” ante el juez de instancia o el cónsul de Francia, que la trasmite para su registro a los servicios competentes. El interesado debe justificar una convivencia afectiva y material y un conocimiento suficiente de la lengua francesa. El Gobierno puede oponerse, por decreto, a la adquisición de nacionalidad por motivo de “indignidad” o falta de asimilación a la comunidad francesa.  

### Residencia o naturalización
La tercera vía de adquisición es la denominada “naturalización”. Puede concederse la nacionalidad francesa a los extranjeros mayores que tengan un permiso de residencia y cumplan los siguientes requisitos: residencia habitual y continua en Francia con su familia durante cinco años, justifica su asimilación a la sociedad francesa, haber cumplido las exigencias de lealtad y reserva y no haber sido condenado por un crimen o delito contra los intereses fundamentales de la Nación, por terrorismo, o a una pena igual o superior a seis meses de prisión.

## Pérdida de la ciudadanía
La pérdida de la nacionalidad francesa por desuso (o no-uso) está prevista por el artículo
30-3 del Código Civil. Se aplica a la persona que estableció su residencia en el extranjero, así como a sus ascendientes por un periodo mayor a cincuenta años, y que no puede presentar ningún elemento de posesión de estado para sí mismo ni para su o sus ascendientes de origen francés. El período de 50 años de residencia en el extranjero y la ausencia de posesión de estado en dos generaciones son dos condiciones acumulativas, que se estudian por separado.
La pérdida de la nacionalidad francesa por desuso se confirma por un juicio o por el Secretario en Jefe con motivo de una solicitud de nacionalidad francesa.
El certificado de nacionalidad francesa constituye el único método legal de probar su
nacionalidad francesa Se trata de un documento administrativo expedido por el Secretario en Jefe de un
Tribunal de Instancia en Francia, que debe indicar cómo y por qué usted es francés (a)
basándose en los documentos que usted presenta.

## Doble nacionalidad
La doble ciudadanía fue reconocida oficialmente, tanto para hombres como para mujeres, el 9 de enero de 1973. Desde entonces, la posesión de más de una nacionalidad no afecta a la nacionalidad francesa. En el período del 9 de abril de 1954 hasta el 8 de enero de 1973, solo los hombres franceses menores de 50 años tenían permitido poseer doble ciudadanía, mientras que una mujer perdía su nacionalidad francesa al adquirir una ciudadanía extranjera. Posteriormente, Francia denunció el Capítulo I del Convenio del Consejo de Europa sobre la reducción de los casos de nacionalidad múltiple y las obligaciones militares en casos de nacionalidad múltiple del 6 de mayo de 1963. La denuncia entró en vigor el 5 de marzo de 2009.

## Ciudadanía de la Unión Europea
Debido a que Francia forma parte de la Unión Europea, los ciudadanos franceses también son ciudadanos de la misma según el derecho comunitario, y, por lo tanto, gozan del derecho a la libre circulación y tienen derecho a votar en las elecciones al Parlamento Europeo. Cuando se encuentren en un país no perteneciente a la Unión Europea, en el cual no exista ninguna embajada francesa, los nacionales franceses tienen derecho a obtener la protección consular de la embajada de cualquier Estado miembro de la UE presente en ese país. También pueden vivir y trabajar en cualquier país dentro de la Unión Europea o la Asociación Europea de Libre Comercio como resultado del derecho de libre circulación y residencia otorgado en el artículo 21 del Tratado de la UE.

## Requisitos de visado

Francia
Espacio Schengen (no se requieren documentos)
Se requiere cédula de identidad al menos
No se requiere visa
Visa a la llegada
Se requiere AEV (Autorización Electrónica de Viaje)
Se requiere visa otorgada antes de la llegada

Los requisitos de visado para ciudadanos franceses son las restricciones administrativas de entrada por parte de las autoridades de otros Estados a los ciudadanos de Francia. En julio de 2019, los ciudadanos franceses tenían acceso sin visado o visa a la llegada a 185 países y territorios, clasificando al pasaporte francés en el cuarto lugar del mundo según el Índice de restricciones de Visa.